# 莫涅河畔隆日维尔
莫涅河畔隆日维尔（法語：Longeville-sur-Mogne，法語發音：[lɔ̃ʒvil.syʁ.mɔɲ]）是法国奥布省的一个市镇，位于该省中部偏南，属于特鲁瓦区和特鲁瓦香槟都会城市圈公共社区，其市镇面积为4.15平方公里，2022年1月1日时人口数量为138人。
莫涅河畔隆日维尔是特鲁瓦香槟都会城市圈公共社区的组成部分，位于特鲁瓦市区以南大约19公里。

## 行政
莫涅河畔隆日维尔的邮政编码为10320，INSEE市镇编码为10204。

## 地理
莫涅河畔隆日维尔（48°8'56"N, 4°3'39"E）位于法国中北部偏东，大东部大区西南部和奥布省中南部。
与莫涅河畔隆日维尔接壤的市镇包括：热尼、利雷、马希、莫帕、圣让德博讷瓦勒、维利勒布瓦。
莫涅河畔隆日维尔位于莫涅河两岸，属于塞纳河流域，境内地势平坦。
按照柯本气候分类法，莫涅河畔隆日维尔属于温带海洋性气候，全年温差较小，降水分布均匀。

## 历史
莫涅河畔隆日维尔历史上长期为一普通村落，法国大革命后成为市镇。

## 交通
奥布省省道D88线和D188线经过莫涅河畔隆日维尔境内。

## 政治
现任莫涅河畔隆日维尔市长为阿尼塞·尚帕涅先生（Anicet Champagne）。

## 人口
| 年份   | 1936 | 1946 | 1954 | 1962 | 1968 | 1975 | 1982 | 1990 | 1999 | 2005 | 2010 | 2015 | 2017 |
| ------ | ---- | ---- | ---- | ---- | ---- | ---- | ---- | ---- | ---- | ---- | ---- | ---- | ---- |
| 人口數 | 66   | 72   | 73   | 56   | 42   | 67   | 87   | 106  | 94   | 106  | 104  | 149  | 158  |